# Catharus swainsoni
Catharus swainsoni, "swainsonskogstrast", är en fågelart i familjen trastar inom ordningen tättingar. Den betraktas oftast som underart till beigekindad skogstrast (Catharus ustulatus), men urskiljs sedan 2016 som egen art av Birdlife International och IUCN. Den kategoriseras av IUCN som livskraftig.
Fågeln delas in i tre underarter med följande utbredning:
- C. s. incanus – centrala och östra Alaska samt nordvästra Kanada; flyttar vintertid till Colombia och Venezuela söderut till Peru
- C. s. swainsoni – sydvästra (förutom vid kusten), centrala och östra Kanada samt norra och västcentrala USA; flyttar vintertid till västra Sydamerika söderut till Argentina
- C. s. appalachiensis – nordöstra USA söderut till West Virginia; flyttar vintertid till Anderna från Colombia söderut till nordöstra Peru